# 팻 콘웨이

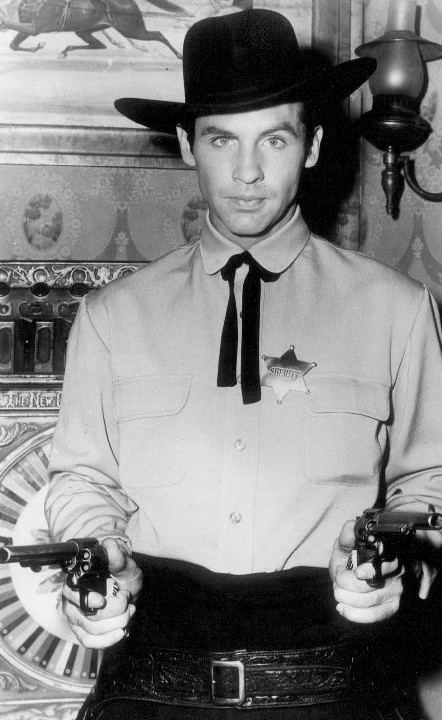

팻 콘웨이(Pat Conway, 1931년 1월 9일 ~ 1981년 4월 24일)는 미국의 배우, 텔레비전 배우이다.
로스앤젤레스에서 태어났으며 샌타바버라 군에서 사망하였다.

## 영화
- 샌프란시스코 수사반 (1972년)
- 보난자 (1959년)
- 죽음의 사마귀 (1957년)
- 딜론 보안관 (1955년)
- 애너폴리스 스토리 (1955년)
- 아이 러브 멜빈 (1953년)
- 사랑은 비를 타고 (1952년)